# Skálatindur
Skálatindur är en bergstopp i republiken Island. Den ligger i regionen Austurland, 300 km öster om huvudstaden Reykjavík. Toppen på Skálatindur är 729 meter över havet, eller 139 meter över den omgivande terrängen. Bredden vid basen är 1,3 km.
Närmaste större samhälle är Höfn, omkring 15 kilometer sydväst om Skálatindur. Trakten runt Skálatindur består i huvudsak av gräsmarker.